# Emakumeen Euskal Bira
L' Emakumeen Euskal Bira, coneguda anteriorment com a Iurreta-Emakumeen Bira o simplement Emakumeen Bira, era una cursa ciclista femenina per etapes que es disputava anualment al País Basc. Creada el 1988, començava sempre a la població d'Iurreta, i transcorria principalment per les carreteres de Biscaia.
L'any 2019 se celebrà per la darrera vegada ja que la prova va desaparèixer per falta de finançament. Es pot considerar que el seu buit en el calendari ciclista fou ocupat per la Clàssica de Sant Sebastià i, posteriorment, per la Volta al País Basc.

## Palmarès
| Any                    | Vencedora                   | Segona                             | Tercera                     |
| ---------------------- | --------------------------- | ---------------------------------- | --------------------------- |
| Emakumeen Bira         |                             |                                    |                             |
| 1988                   | Imma de Carlos              | Consuelo Álvarez                   | Joane Somarriba Arrola      |
| 1989                   | Maria Mora Cirer            | Conchita Carballeda                | Raquel Aberasturi           |
| 1990                   | Josune Gorostidi Elgarresta | Consuelo Álvarez                   | Margalida Fullana Riera     |
| 1991                   | Joane Somarriba Arrola      | Ainhoa Artolazabal                 | Josune Gorostidi Elgarresta |
| 1992                   | Lenka Ilavská               | Alena Barillová                    | Teodora Ruano Sanchón       |
| 1993                   | Alena Barillová             | Lenka Ilavská                      | Ildiko Paczova              |
| 1994                   | Alena Barillová             | Élisabeth Chevanne-Brunel          | Maria Tsal                  |
| 1995                   | Jeannie Longo               | Lenka Ilavská                      | Tatjana Kaverina            |
| 1996                   | Teodora Ruano Sanchón       | Lenka Ilavská                      | Joane Somarriba Arrola      |
| 1997                   | Hanka Kupfernagel           | Alessandra Cappellotto             | Diana Rast                  |
| 1998                   | Hanka Kupfernagel           | Lenka Ilavská                      | Ita Kryjanovskaia           |
| 1999                   | Hanka Kupfernagel           | Joane Somarriba Arrola             | Valentina Gerasimova        |
| 2000                   | Joane Somarriba Arrola      | Daniela Veronesi                   | Fany Lecourtois             |
| 2001                   | Leontien van Moorsel        | Tetiana Stiàjkina                  | Zinaïda Stahúrskaia         |
| 2002                   | Edita Pučinskaitė           | Eneritz Iturriagaetxebarria Mazaga | Zinaïda Stahúrskaia         |
| 2003                   | Mirjam Melchers             | Olga Sljussarewa                   | Jolanta Polikevičiūtė       |
| 2004                   | Joane Somarriba Arrola      | Mirjam Melchers                    | Fabiana Luperini            |
| 2005                   | Swetlana Bubnenkowa         | Trixi Worrack                      | Mirjam Melchers             |
| 2006                   | Fabiana Luperini            | Susanne Ljungskog                  | Nicole Brändli              |
| 2007                   | Susanne Ljungskog           | Marianne Vos                       | Nicole Brändli              |
| Iurreta-Emakumeen Bira |                             |                                    |                             |
| 2008                   | Marianne Vos                | Tatiana Guderzo                    | Luise Keller                |
| 2009                   | Judith Arndt                | Claudia Häusler                    | Mara Abbott                 |
| 2010                   | Claudia Häusler             | Annemiek van Vleuten               | Judith Arndt                |
| 2011                   | Marianne Vos                | Emma Johansson                     | Judith Arndt                |
| Emakumeen Euskal Bira  |                             |                                    |                             |
| 2012                   | Judith Arndt                | Emma Johansson                     | Annemiek van Vleuten        |
| 2013                   | Emma Johansson              | Elisa Longo Borghini               | Evelyn Stevens              |
| 2014                   | Pauline Ferrand-Prévot      | Marianne Vos                       | Anna van der Breggen        |
| 2015                   | Katarzyna Niewiadoma        | Ashleigh Moolman                   | Emma Johansson              |
| 2016                   | Emma Johansson              | Megan Guarnier                     | Ashleigh Moolman            |
| 2017                   | Ashleigh Moolman            | Annemiek van Vleuten               | Katrin Garfoot              |
| 2018                   | Amanda Spratt               | Annemiek van Vleuten               | Anna van der Breggen        |
| 2019                   | Elisa Longo Borghini        | Amanda Spratt                      | Soraya Paladin              |